# Baranda (Cantabria)
Baranda es una localidad del municipio de Escalante (Cantabria, España). En el año 2008 contaba con una población de 73 habitantes (INE). La localidad se encuentra a 15 metros de altitud sobre el nivel del mar, y a 2 kilómetros de la capital municipal, Escalante.
- Datos: Q5719273